# Макс Галлер
Макс Галлер (нім. Max Galler, 27 січня 1902 — 6 січня 1970) — швейцарський футболіст, що грав на позиції захисника  за клуб «Базель», а також національну збірну Швейцарії. По завершенні ігрової кар'єри — тренер.

## Клубна кар'єра
У дорослому футболі дебютував 1921 року виступами за команду «Базель», кольори якої і захищав протягом усієї своєї кар'єри гравця, що тривала дванадцять років. 

## Виступи за збірну
1923 року дебютував в офіційних матчах у складі національної збірної Швейцарії. Згодом протягом тривалого періоду до лав національної команди не викликався, провівши ще чотири гри у її складі лише по ходу сезону 1928/29.

## Кар'єра тренера
Завершивши виступи на футбольному полі, отримав тренерський диплом і 1939 року повернувся до рідного «Базеля», ставши його головним тренером. Прийняв команду, яка щойно уперше в своїй історії понизилася в класі до другого швейцарського футбольного дивізіону. Тренував її протягом одного року, за результатами якого «Базель» виграв змагання у другому дивізіоні, однак команда продовжила виступи в ньому через відсутність вибуття та підвищення в класі у швейцарському футболі того сезону.
Помер 6 січня 1970 року на 68-му році життя.